# Wildschaden

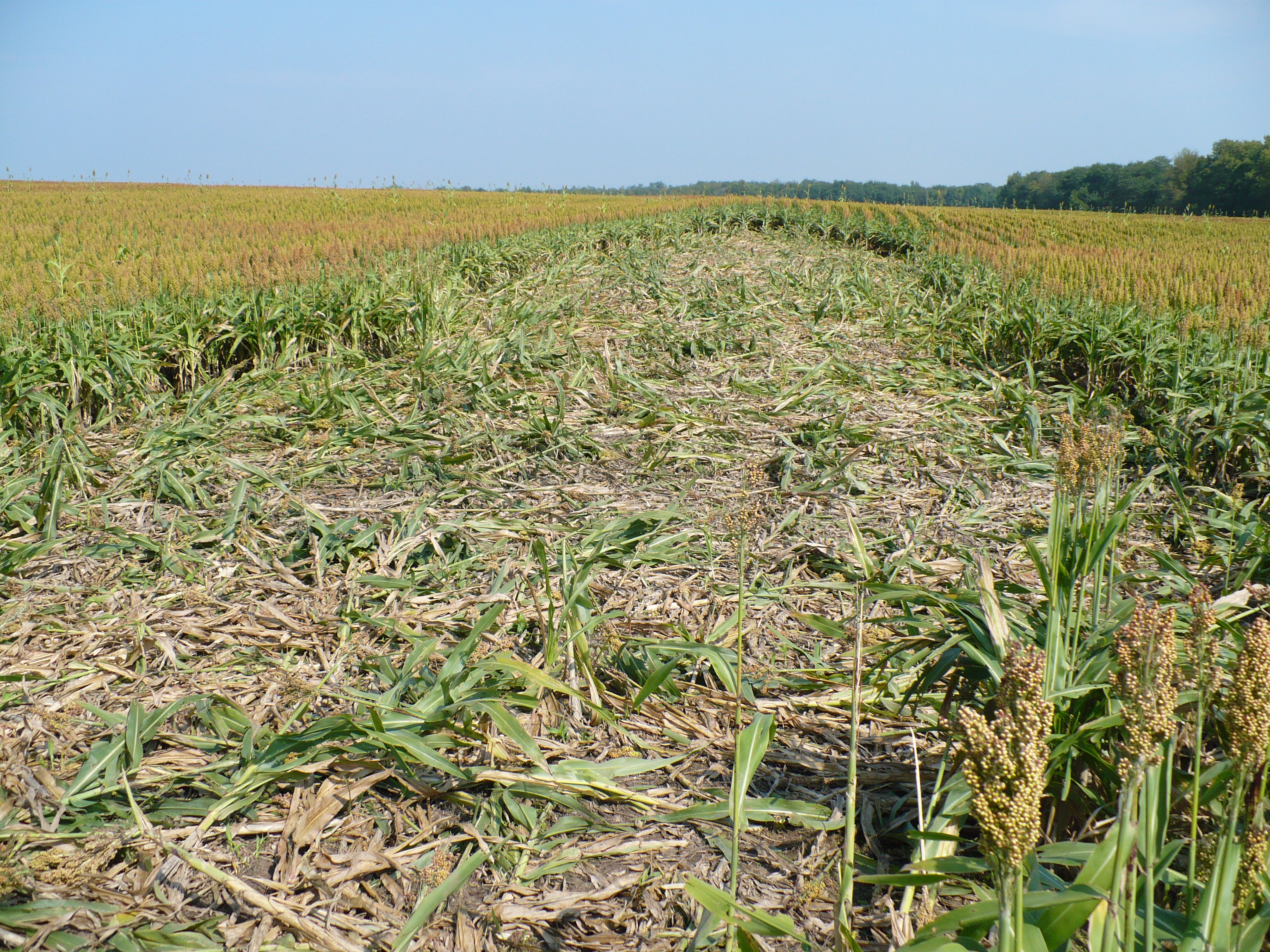
Wildschwein-Schäden in einem Feld mit Zuckerhirse

Als Wildschaden werden durch Wild verursachte Schäden bezeichnet, insbesondere solche in der Land-, Forst- und Fischereiwirtschaft.
Der bei der Kollision eines Fahrzeugs mit einem Wildtier entstehende Schaden ist im juristischen Sinne kein Wildschaden, sondern wird als Wildunfall bezeichnet. Der dabei entstehende Schaden am Fahrzeug ist ein Unfallschaden, der im Regelfall durch die Fahrzeug-Teilkasko-Versicherung abgedeckt ist. Ebenso ist Wildschaden nicht mit Jagdschaden zu verwechseln, der anlässlich der Jagdausübung entstehen kann.

## Wildschäden in der Landwirtschaft

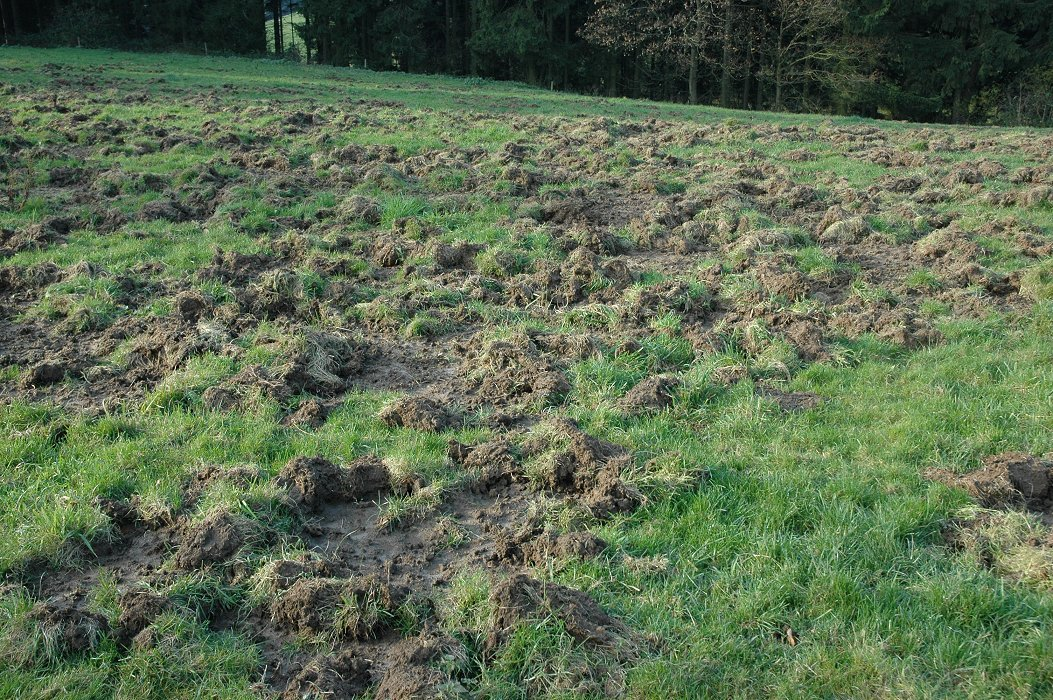
Wildschaden durch Umbrechen von Grünland durch Wildschweine

Im Sinne der deutschen Jagdgesetze sind Wildschäden in der Landwirtschaft Beschädigungen der genutzten Flächen, deren Saat und Feldfrucht durch Schalenwild, Wildkaninchen und Fasane.
Die landwirtschaftlichen Wildschäden werden durch Wildschweine (Schwarzwild) verursacht, die während der Aussaat die Felder aufsuchen und sich vom Saatgut ernähren, z. B. Saatkartoffeln, Saatgetreide, wie Weizen und Mais. Von besonderer Bedeutung ist der Schaden, den Wildschweine an reifen Feldfrüchten verursachen, insbesondere an Kartoffeln, Weizen, Hafer und Mais. Auch Rotwild verursacht hier großen Wildschaden.
Ebenfalls von großer Bedeutung sind die von Wildschweinen verursachten Wiesenschäden. So suchen diese, insbesondere im Frühjahr, die Wiesen und Weiden auf und suchen dort Engerlinge und Mäuse zum Zwecke der Eiweißaufnahme. Dazu wühlen sie die Flächen um (man spricht waidmännisch vom Brechen) und verursachen damit große Schäden.
Schon im frühen Mittelalter unter karolingischer Herrschaft wurden Klagen über hohe Wildschäden laut. Der Wunsch des Adels nach viel Wild für die repräsentative Jagd stand stets im Konflikt zu der Angst der Landbevölkerung um ihre Ernte. In den Bauernkriegen waren wichtige Forderungen solche zur freien Jagd.
In Süddeutschland sollen vom 16. bis 18. Jahrhundert regelmäßig 50 % der Ernte durch Wildschaden vernichtet worden sein. Zäune durften lange Zeit nicht errichtet und das Jagdwild nicht vertrieben werden.

## Wildschäden in der Forstwirtschaft
Wildschäden in der Forstwirtschaft beziehen sich auf Beschädigungen der Flora durch Verbiss, Schälung und Reiben (Fegen) von Wild an Forstpflanzen.

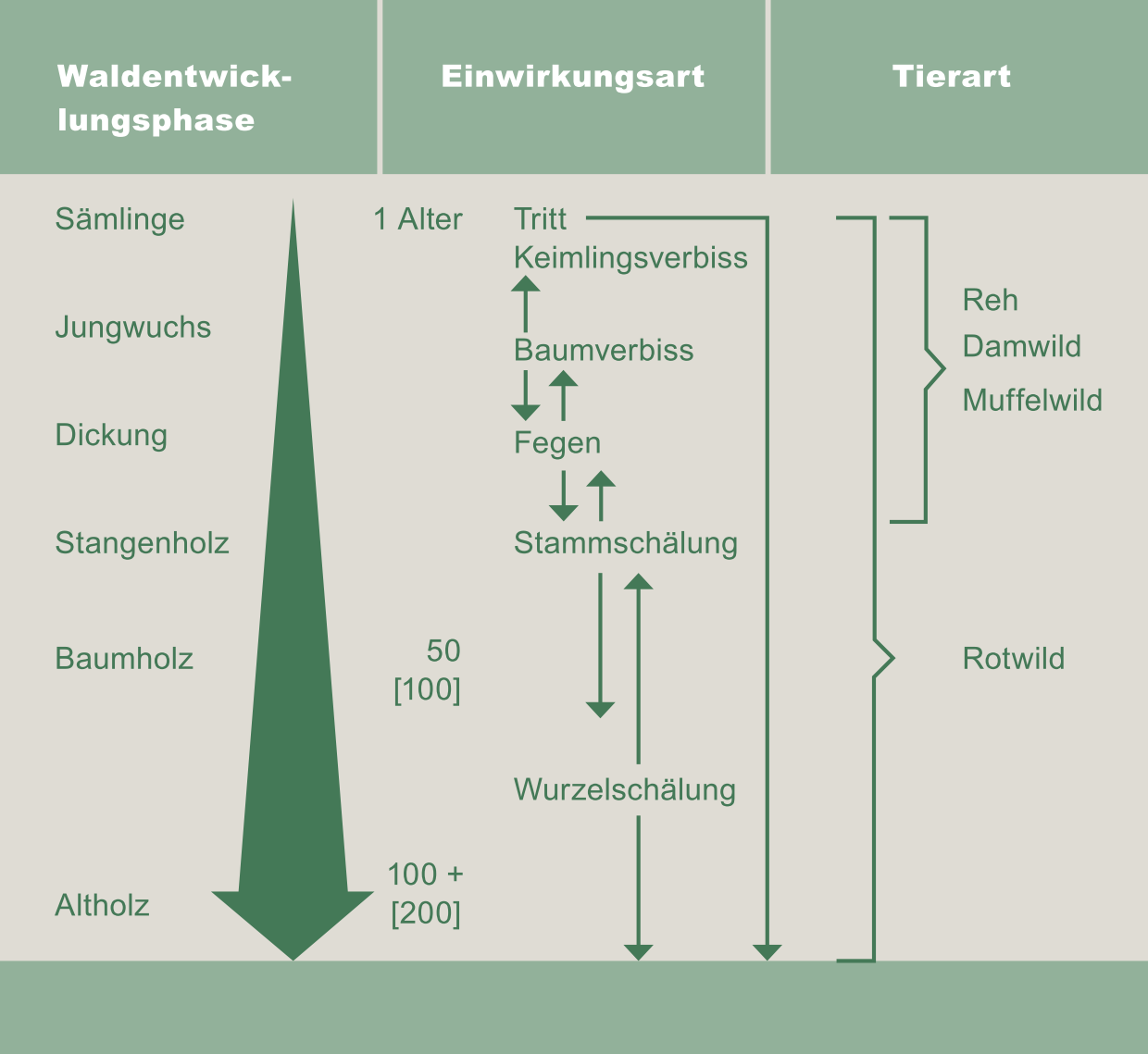
Übersicht verschiedener Formen von Wildschäden in Bezug auf Waldentwicklungsstadium und die dafür in Deutschland bedeutsamsten Wildart
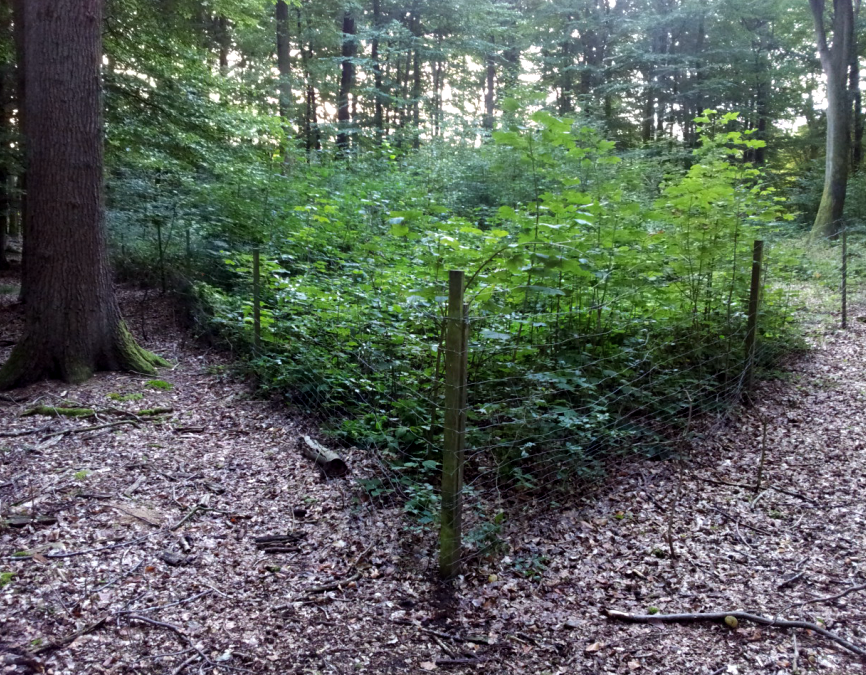
Weiserfläche zur Beurteilung des Wildeinflusses auf die Naturverjüngung – man beachte das Fehlen von Verjüngung außerhalb des Zaunes
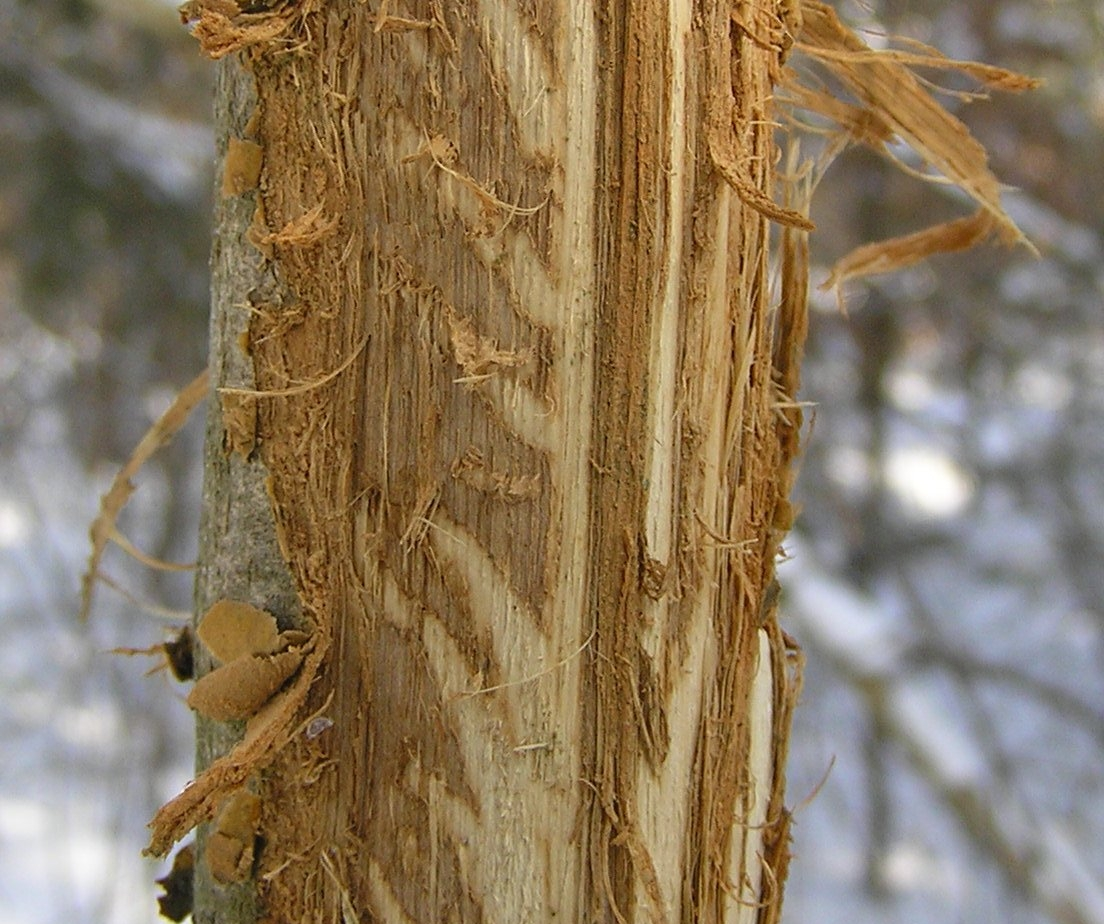
Schäldschaden an Eiche verursacht durch Rotwild
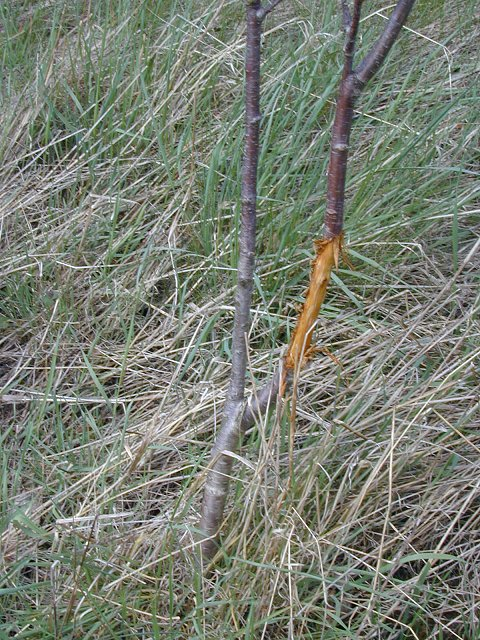
Fegeschaden an Kirsche durch Rehwild, Zwiesel-Bildung vermutlich durch vorherigen Wildverbiss
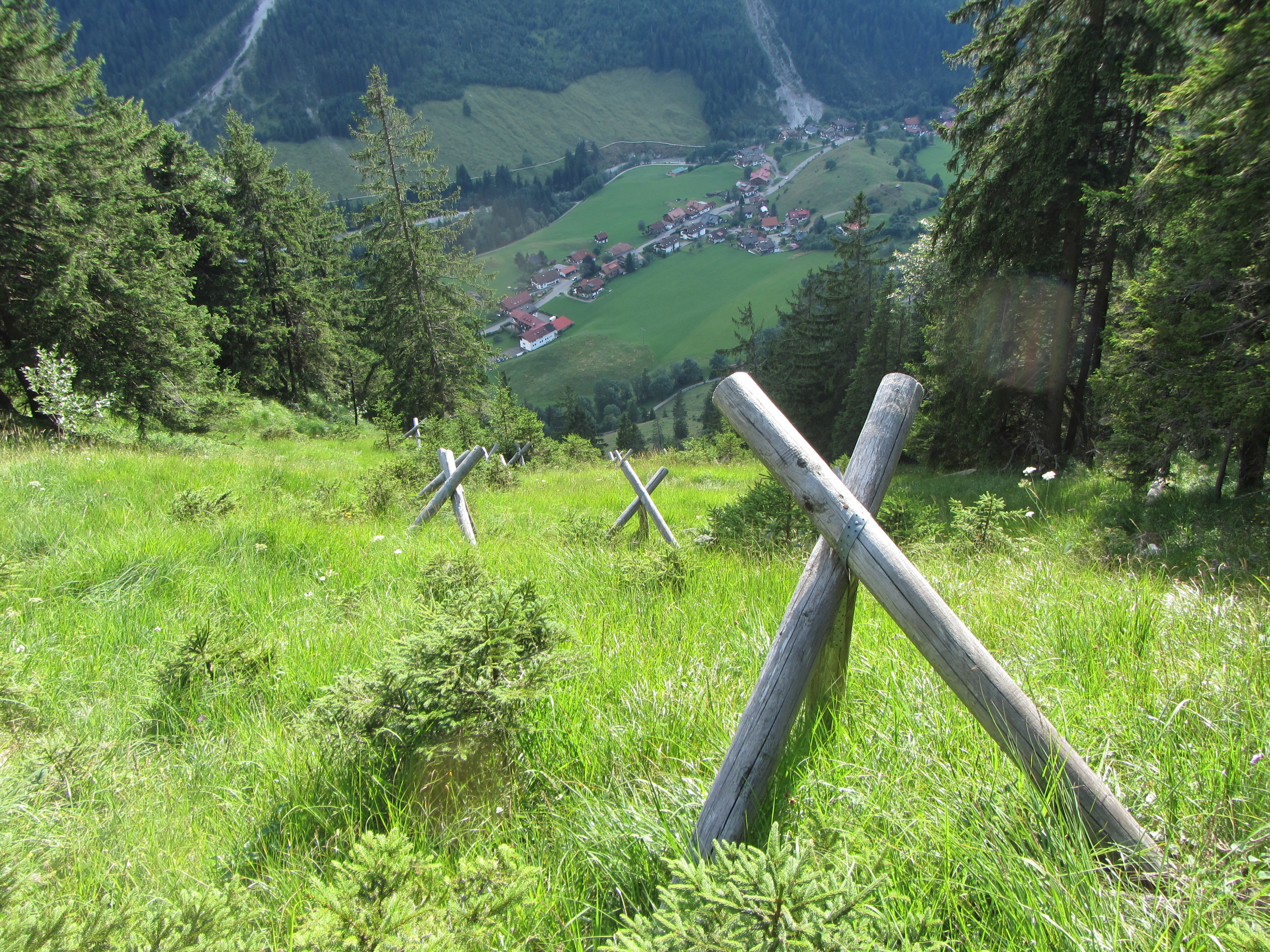
Sanierungsfläche im durch Wildschäden zerstörten alpinen Schutzwald

Anders als auf landwirtschaftlichen Flächen kann Wildverbiss im Wald zusätzlich ökologische Langzeitschäden verursachen. Insbesondere durch Rehwild als Selektierer mit dem selektiven Verbiss der Knospen kann aus artenreichen Mischwäldern durch komplettes Herausfressen der für das Wild schmackhafteren Baumarten langfristig ein artenarmer Reinbestand werden.
Beispiele sind etwa der typische Bergmischwald der Alpen aus Fichte, Weißtanne, Buche, Bergahorn, Bergulme, Esche, Mehlbeere, Vogelbeere und Eibe. Obwohl all diese Baumarten nach wie vor ausreichend Samen abwerfen und diese auch keimen, überstehen mancherorts nur die unempfindlichen Fichten (und Buchen) den Fraßdruck der Rehe, Hirsche und Gämsen.
Auch im seit Jahrhunderten für seine imposanten Mischbestände aus Eichen und Buchen bekannten Spessart führt Wildverbiss mancherorts zum Totalverlust der Eichenkeimlinge und damit zu Buchenreinbeständen. Anderswo wird die Verjüngung potentiell autochthoner Laubholzbestände auf historisch alten Waldstandorten vernichtet, womit eine Gefahr für deren genetische Information entsteht.
Im Vergleich zu landwirtschaftlichen Wildschäden sind die forstwirtschaftlichen Wildschäden jährlich weniger offensichtlich – hinsichtlich ihrer langfristigen Folgen aber umso bedeutsamer. Bis hin zum Verlust autochthoner, genetischer Information von Baumarten. Diese langfristigen Folgen haben letztlich enteignende Wirkung. Deshalb hat im Wald die Vermeidung von Wildschäden Vorrang vor der Erstattung. Dies muss bei der Erstellung eines gesetzeskonformen Abschussplans für Schalenwild berücksichtigt werden.
Während Wildschäden in der Landwirtschaft innerhalb einer Woche gemeldet werden müssen, genügt in der Forstwirtschaft die Meldung jeweils vor den Stichtagen 1. Mai bzw. 1. Oktober.
In fast allen deutschen Bundesländern wird der Einfluss des Wildes, vor allem des Schalenwildes, auf die Waldverjüngung von den Forstbehörden in Vegetationsgutachten beurteilt. Hier geht es allerdings nicht vorrangig um die Beurteilung von Wildschäden, sondern um eine objektive Basis für die Abschussplanung.

## Haftung für Wildschäden
Das Wildschadensersatzrecht ist derzeit in den §§ 29 ff. Bundesjagdgesetz (BJagdG) normiert. Hiernach hat die Jagdgenossenschaft den durch Schalenwild, Wildkaninchen oder Fasanen verursachten Schaden an einem Grundstück, das zu einem gemeinschaftlichen Jagdbezirk gehört oder einem gemeinschaftlichen Jagdbezirk angegliedert ist, zu ersetzen. Der Jagdpächter, der die betreffende Jagd gepachtet hat, ist im Regelfall im Jagdpachtvertrag verpflichtet, den Ersatz des Wildschadens teilweise oder ganz zu übernehmen. Jagdpachtverträge beinhalten heute zunehmend eine Wildschadenspauschale. Es gibt auch Pachtverträge, die eine so genannte Spitzabrechnung der tatsächlichen Wildschadensabwehrmaßnahmen beinhalten. Neuere Vertragsmodelle definieren teilweise sehr konkret die zu erstattenden Geldbeträge je geschädigter Pflanze bzw. Fläche. Bei Unstimmigkeiten zwischen den Parteien kann ein Gutachten eines vereidigten Sachverständigen (von der Unteren Jagdbehörde bestellter Wildschadensschätzer) eingeholt werden. Für den Fall, dass der Geschädigte Ersatz von dem Pächter nicht erlangen kann, bleibt die Ersatzpflicht der Jagdgenossenschaft bestehen (Subsidiarität der Haftung). Im Übrigen hat der Geschädigte eine Mitwirkungsverpflichtung zur Verhinderung von Wildschaden nach BJagdG §§ 32 und 34. In Zukunft wird es zunehmend um Verhütung, nicht um Ersatz von Wildschaden gehen.